# Kolibrier
Kolibrier (latin: Trochilidae) er en familie af små fugle, der er kendt for deres evne til at holde sig svævende på et bestemt sted i luften ved meget hurtige vingeslag (15-80 gange i sekundet, afhængig af arten). Denne evne giver dem mulighed for bevidst at flyve baglæns (som den eneste gruppe af fugle), at flyve lodret op og ned eller at holde sig i en fast position for at indtage føde fra blomster.
Der findes 338 forskellige arter af kolibrier, og de fleste findes i Sydamerikas regnskove, men kolibrier kan mødes flere steder på det amerikanske kontinent. Verdens mindste fugl er bikolibrien, der blot vejer 2 gram, hannen helt ned til 1,6 gram, og er 5-6 cm lang.
Kolibrier lever primært af nektar, som de suger ud af blomsterhovederne med deres ofte lange tynde næb. Men de æder dog også små insekter og edderkopper. På grund af deres hurtige vingeslag har kolibrier det højeste stofskifte af alle dyr, når man ser bort fra insekter. Deres hjerte slår med op imod 1.260 slag i minuttet, og de spiser typisk hver dag en mængde føde, der vejer mere, end de selv gør.
De fleste arter laver en lille foret rede i trætoppe. Her lægges typisk to hvide æg, der er omkring 1/5 af de voksne fugles størrelse. Rugetiden er i størrelsesordenen 14-19 dage.
Blandt de mange kolibriarter findes blandt andet følgende (opstillet alfabetisk):
- Bikolibri (Mellisuga helenae)
- Båndhalet skægstrube (Threnetes ruckeri)
- Grøntoppet vibekolibri (Stephanoxis lalandi)
- Kæmpekolibri (Patagona gigas)
- Rubinstrube (Archilochus colubris)
- Rødnæbbet vimpelhale (Trochilus polytmus)
- Savnæbskolibri (Ramphodon naevius)
- Trådtoppet tornhale (Discosura popelairii)
- Svalehalekolibri (Eupetomena macroura)

Slægt Amazilia
- Brunbuget amazilie (Amazilia yucatanensis)
- Hondurasamazilie (Amazilia luciae)
- Indigokronet amazilie (Amazilia cyanifrons)

Slægt Colibri
- Brasiliansk violetøre (Colibri serrirostris)
- Brun violetøre (Colibri delphinae)
- Glitrende violetøre (Colibri coruscans)
- Lille violetøre (Colibri thalassinus)

Slægt Eulampis
- Granatstrube (Eulampis jugularis)
- Grønstrubet caraiber (Eulampis holosericeus)

Slægt Eutoxeres
- Hvidspidset seglnæbskolibri (Eutoxeres aquila)
- Okkerhalet seglnæbskolibri (Eutoxeres condamini)

Slægt Glaucis
- Bronzerygget eremit (Glaucis aeneus)
- Kanelbrystet eremit (Glaucis hirsutus)
- Krognæbskolibri (Glaucis dohrnii)